# Микулов
Микулов (на чешки: Mikulov; на немски: Nikolsburg) е град в Южноморавския край на Чехия. По приблизителна оценка за януари 2018 г. населението на града е 7387 жители.
Намира се на границата с австрийската провинция Долна Австрия.
Една от забележителностите на града е едноименният замък.